# 中島大和
中島 大和（なかじま やまと、1966年〈昭和41年〉8月11日 - ）は、日本の俳優、劇作家、脚本家、演出家、元芸人。新潟県出身。お笑いコントグループらんぶるふぃっしゅの元メンバー。劇団ノーティーボーイズ主宰。

## 出演・演出

### 舞台
2002年
- エジソン群の橋 -天才発明家裏電説-[2] （2002年1月、シアターVアカサカ） - 演出：遠藤環
- アンラッキーパンプキンズ（劇団ノーティーボーイズ旗揚げ公演、2002年6月14日 - 6月16日、全5公演、ウッディシアター中目黒）- 作、演出、広川達也 役
- キズ絆（劇団ノーティーボーイズ2nd ACT、2002年6月14日 - 6月16日、全5公演、ウッディシアター中目黒）- 作、演出、金山仁 役

2003年
- 絡縺 RAKU REN（3rd ACT、2003年1月23日 - 1月26日、全7公演、ウッディシアター中目黒）- 作、演出
- 畳屋バラッド（4st ACT、2003年6月25日 - 6月29日、全9公演、ウッディシアター中目黒）-作：大和、演出：ノーティーボーイズ
- 裏☆HAPPY（5th ACT、2003年10月29日 - 11月3日、全10公演、ウッディシアター中目黒）-作：大和、演出：ノーティーボーイズ、上杉純平 役

2004年
- 愛しの☆ギョレンジャー（6th ACT、2004年4月20日 - 4月25日、全10公演、ウッディシアター中目黒）- 作：大和、演出：ノーティーボーイズ

2005年
- 公務員ドリーム-本気でドンペリ5秒前-（7th ACT、2005年2月1日 - 2月6日、全9公演、萬スタジオ）
- 騙っちゅーの!（8th ACT、2005年7月1日 - 7月10日、全16公演、ウッディシアター中目黒）

2006年
- SIMPLY BECAUSE IMITATION（9th ACT、2006年3月21日 - 3月26日、全9公演、ウッディシアター中目黒）

2007年
- 頓狂するは我にあり-あんまり みどりみどり してない緑が好きなんだけど-（11th ACT、2007年10月4日 - 10月7日、全7公演、恵比寿・エコー劇場）

2008年
- 絡ませたり縺れたりしたら、ほどかないとダメだよ‼︎（12th ACT、2008年6月11日 - 6月15日、全8公演、中野ザ・ポケット）

2009年
- 7MENS & 6WOMENS（劇場ノーティーボーイズ×Nine Stars、2009年 11月24日 - 11月29日、全8公演、築地本願寺ブディストホール）

2010年
- SHINSENGUMI（2010年7月6日 - 12日） - 演出：中島大和

2011年
- ノーティーボーイズ的蒲田行進曲（13th ACT、2011年1月18日 - 1月23日、全8公演、中野ザ・ポケット）- 原作：つかこうへい、脚色/演出：大和

2014年
- Delicate Fellow's etc. -微妙な奴等-（14th ACT、2013年、中目黒キンケロシアター）

2015年
- Only Stupid They（15th ACT、2015年3月17日 - 3月22日、全9公演、中野ザ・ポケット）

2016年
- SNAP DECISION スナップデシション－見切り発車と天気あめ－（16th ACT、2016年7月12日 - 7月17日、全9公演、築地本願寺ブディストホール）

2017年
- Silly Talk（17th ACT、2017年6月13日 - 6月18日、全9公演、築地本願寺ブディストホール）

2018年
- 6Men × 7Women（18th ACT、2018年3月13日 - 18日、全10公演、ウッディシアター中目黒）
- いつかヘッドをロックして（19th ACT、2018年7月24日 - 7月29日、全10公演、築地本願寺ブディストホール）
- Naked Girls -裸の女達-（ノーティーガールズ1st ACT、2018年10月2日 - 10月7日）
- SIMPLY BECAUSE IMITATION -偽物だからこそ-（番外公演、2018年12月4日 - 12月9日、高田馬場ラビネスト）[3]

2019年
- それはいつも♂♀からはじまるetc（20th ACT、2019年5月28日 - 6月2日、10公演、中野テアトルBONBON）
- ぼんじり（ノーティーガールズ2nd ACT、2019年10月8日 - 10月13日、築地本願寺ブディストホール）

2020年
- UNDERCOVER（21st ACT、2020年3月3日 - 3月8日、10公演、築地本願寺ブディストホール）

2022年
- BLATHER -ヨタバナシヲアナタニ-（ACT22、2022年5月24日 - 5月29日、下北沢駅前劇場）
- Café de 金剛（ACT23、松田悟志×劇団ノーティーボーイズ、2022年11月8日 - 11月13日、全10公演、中野坂上ハーモニーホール）[4]

2023年
- OUT OF IT —向日葵の季節に、それを想う？-（ACT24、2023年7月18日 - 7月23日、全10公演、築地本願寺ブディストホール）

2024年
- BACK PAIN BLUES -ヨウツウノユウツ-（ACT25、2024年11月12日 - 11月17日、全10公演、中野坂上ハーモニーホール）

2025年
- キズ絆 KIZU-BAN（劇団ノーティーボーイズ25周年第一弾、ACT26、2025年2月25日 - 3月2日、全10公演、中野坂上ハーモニーホール）- 作、演出、坂上浩史役
- 騙っちゅーの！（劇団ノーティーボーイズ25周年第二弾、ACT27、2025年7月15日 - 20日、全10公演、中野坂上ハーモニーホール）- 作、演出、坂上浩史役
- わたしが帰りたい家（鈴木ゆかプロデュース公演、2025年10月17日 - 10月19日予定、広島市東区民文化センタースタジオ2）- 脚本：塩田泰造、演出：大和
- LOCK,STOCK&BARREL（劇団ノーティーボーイズ25周年第三弾、ACT28）（2025年12月9日 - 12月14日予定、中野坂上ハーモニーホール）- 作、演出[5]

### テレビドラマ
2007年
- ハゲタカ（土曜ドラマ、2007年2月17日 - 3月24日、NHK）
- ロングウェディングロード（2007年07月30日 - 2007年7月30日、TBS）

2008年
- 罠の交差点（2008年3月22日、TBS）

2012年
- 陽だまりの樹（2012年4月6日 - 2012年6月22日、NHK BSプレミアム） - 第10話ゲスト

### 映画
2011年
- あしたのジョー（2011年2月11日公開、東宝）

### バラエティ・演芸
- GAHAHAキング 爆笑王決定戦（テレビ朝日、初戦敗退）
- 爆笑BOOING（関西テレビ、5週勝ち抜きチャンピオン）
- タモリのボキャブラ天国（フジテレビ、投稿作品VTRに出演）
- タモリのSUPERボキャブラ天国（フジテレビ、ボキャブラ発表会・ザ・ヒットパレード キャッチコピーは「めざせ君」）
- 爆笑オンエアバトル（NHK総合テレビ、戦績0勝1敗 最高109KB）